# لورنزو ماسكيروني
لورنزو ماسكيروني (بالإيطالية: Lorenzo Mascheroni)‏ هو عالم رياضيات إيطالي.

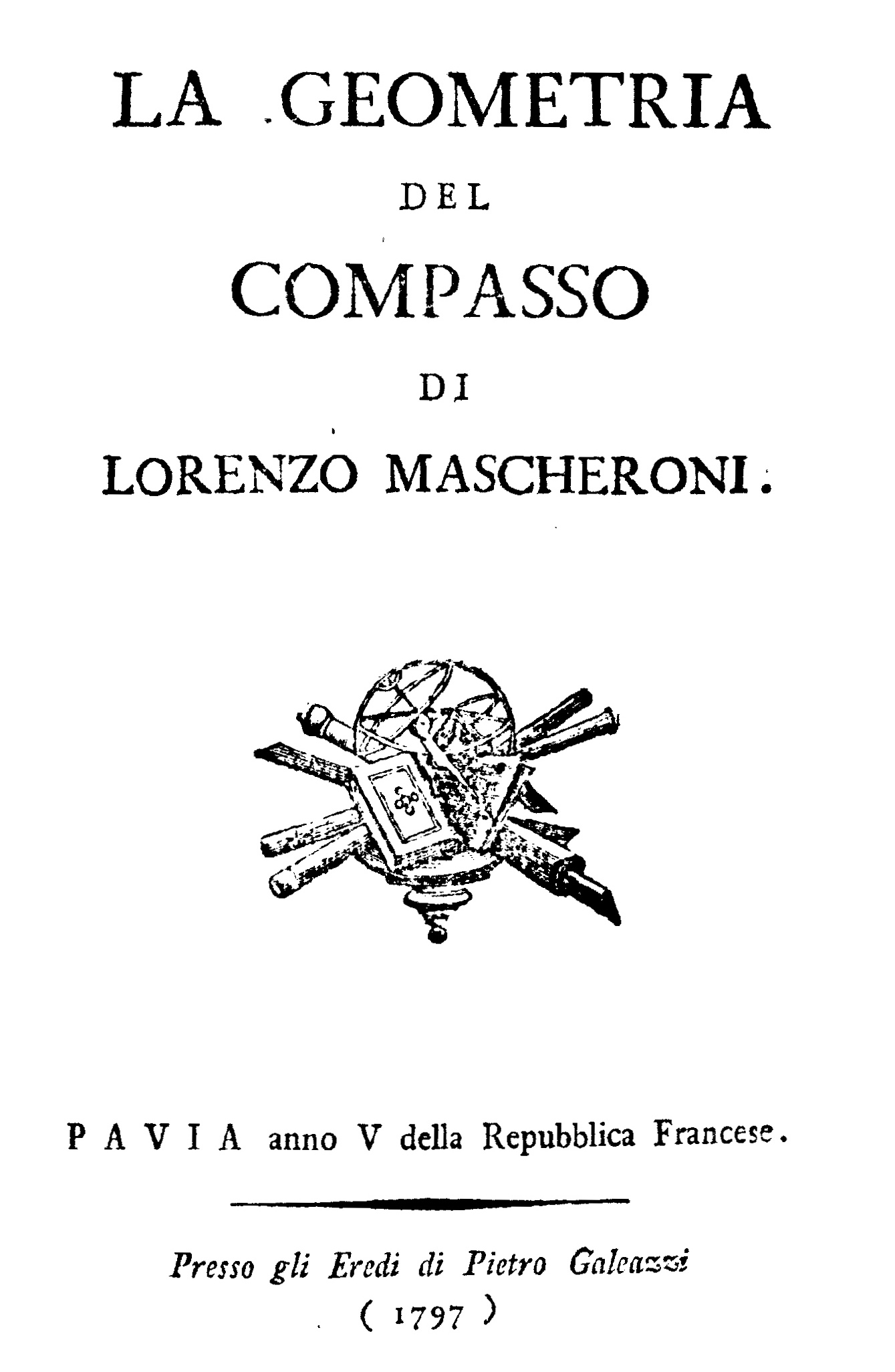
La geometria del compasso, 1797

في كتاب له نشره في عام 1790، نشر حسابا لما يعرف الآن بثابتة أويلر-ماسكيروني، والتي عادة ما يرمز إليها بالحرف الإغريقي γ (غاما).
في كتاب له نشره في عام 1797، برهن على أن كل إنشاء هندسي يمكن انشاؤه بالفرجار والمسطرة، يكمن إنشاؤه بالفرجار وحدها.